# 大鰐温泉

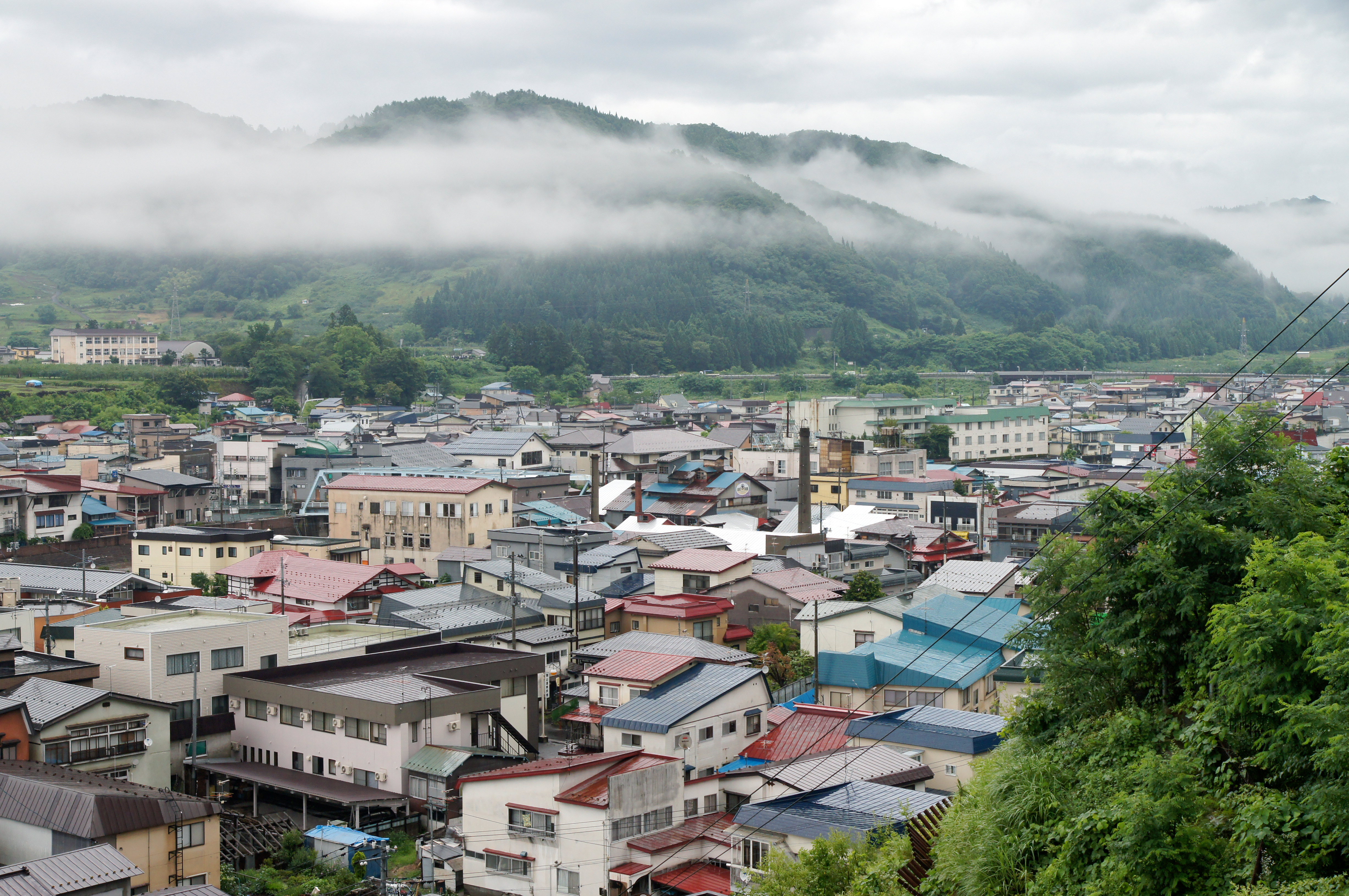
温泉街

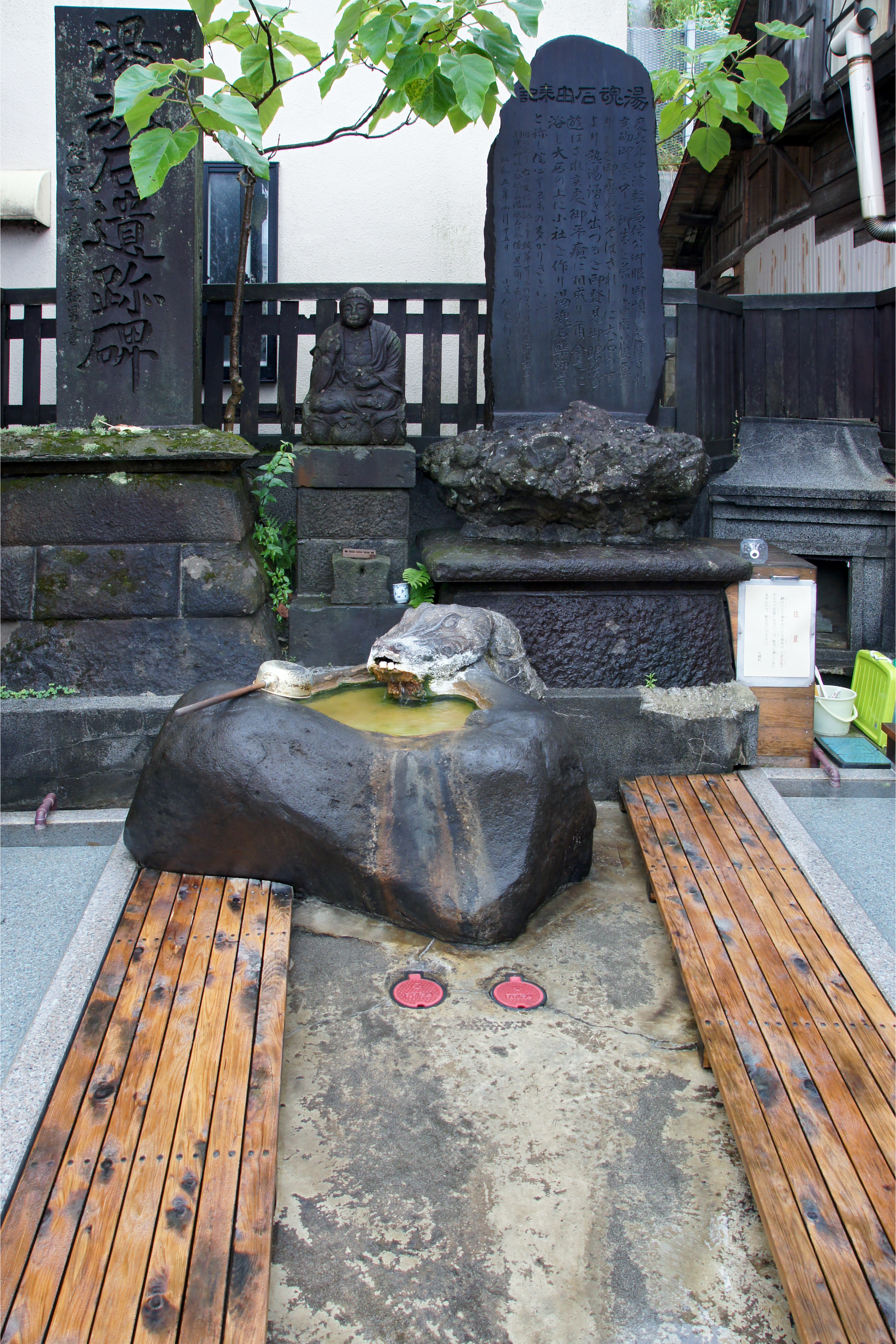
湯魂石薬師堂の足湯

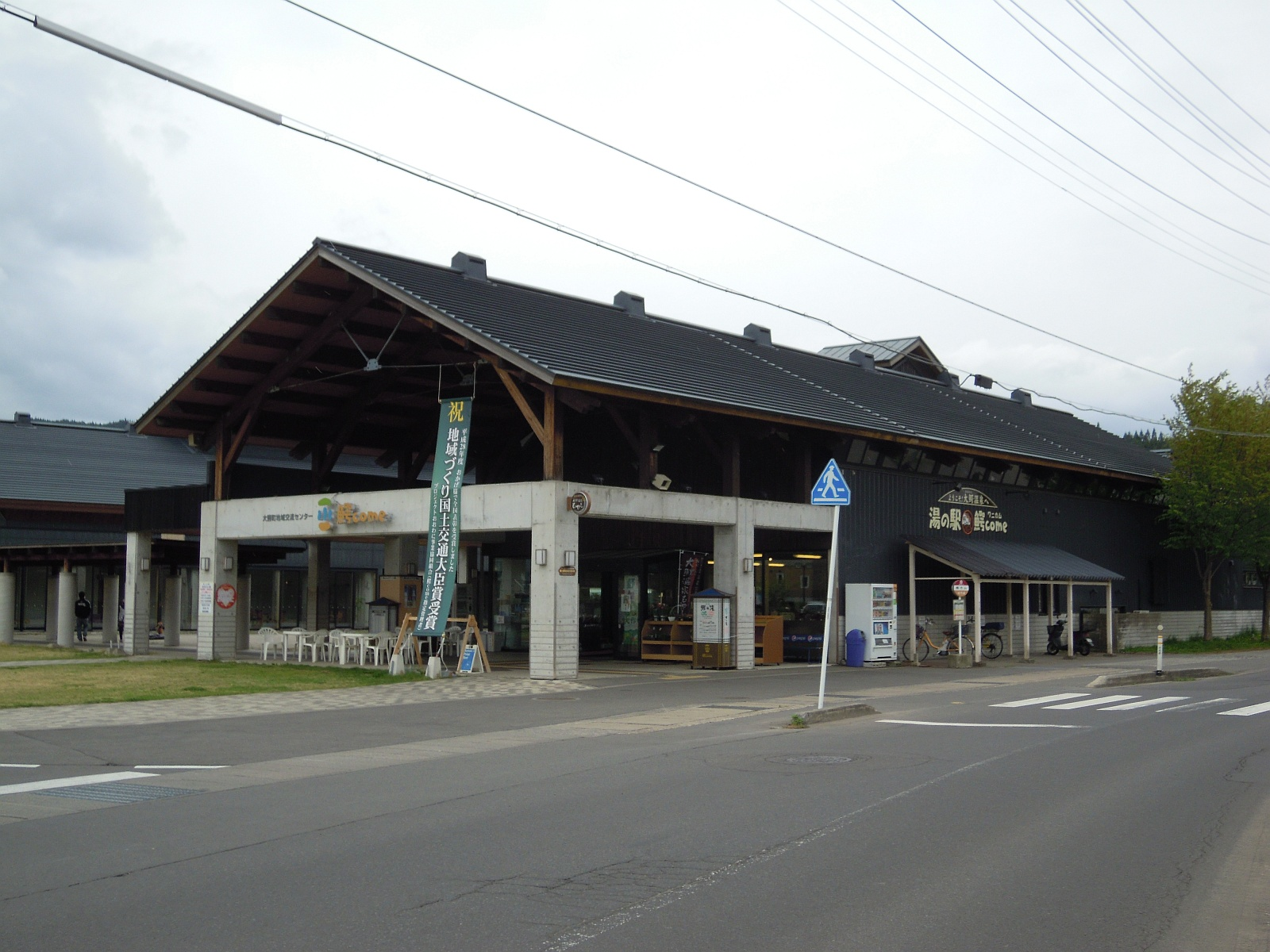
大鰐町地域交流センター　鰐come

大鰐温泉（おおわにおんせん）は、青森県南津軽郡大鰐町（旧国陸奥国）にある温泉。

## 泉質
- ナトリウム・カルシウム-塩化物・硫酸塩泉。源泉温度60度から80度[1]。源泉は町が集中管理を実施している。

## 効能
消化器病、外傷、神経痛、リューマチ、貧血、皮膚病、婦人病。

## 温泉街
駅周辺から東へ向かって、平川沿いに温泉街が広がっている。大鰐温泉スキー場も近く、スキー場近辺にはホテルが立ち並ぶ。温泉街には9つの共同浴場が存在する。共同浴場とは別に大鰐温泉駅前には大鰐町地域交流センター（愛称「鰐come」）が存在し、その中には日帰り入浴施設も存在する。「温泉もやし」が温泉街の名物である。

### 温泉街の名所・旧跡
- 大円寺
- 茶臼山公園
- 湯魂石薬師堂
- 大町桂月文学碑
- 萩桂
- 平川親水公園
- 大鰐町地域交流センター・湯の駅「鰐come」

## 歴史
円智上人により建久年間（1190年から1198年）に発見されたと伝わる。江戸時代になり津軽藩初代藩主の津軽為信が眼病にかかった際、夢で見たお告げに従い、大鰐の温泉で目を洗ったところ治癒したという伝承がある。慶安2年（1649年）に3代藩主津軽信義が御仮屋を設置して湯治をしたという記録がある。
江戸時代に発行された「諸国温泉功能鑑」（多数作られた温泉番付のうちの一つ）にも、大関、関脇などの番付とは別の行司として熱海温泉とともに掲載されている。また西の前頭として記載されている津軽倉立の湯は大鰐温泉北側の蔵舘町エリアの旧名である。
1895年（明治28年）に奥羽本線大鰐駅（現大鰐温泉駅）が開業したことで大勢の湯治客でにぎわうようになった。
昭和28年（1953年）6月、碇ヶ関温泉と共に大鰐碇ヶ関温泉郷として県立自然公園に指定された。
1989年、バブル景気の時代を反映した大型リゾート施設「スパガーデン 湯〜とぴあ」が開業したが、バブル景気が崩壊した1996年に休業し、運営主体の第三セクターが事実上破綻。施設は再開されることなく長い間廃墟となった。大鰐町では、2019年、施設の解体に向けた調査を開始する。

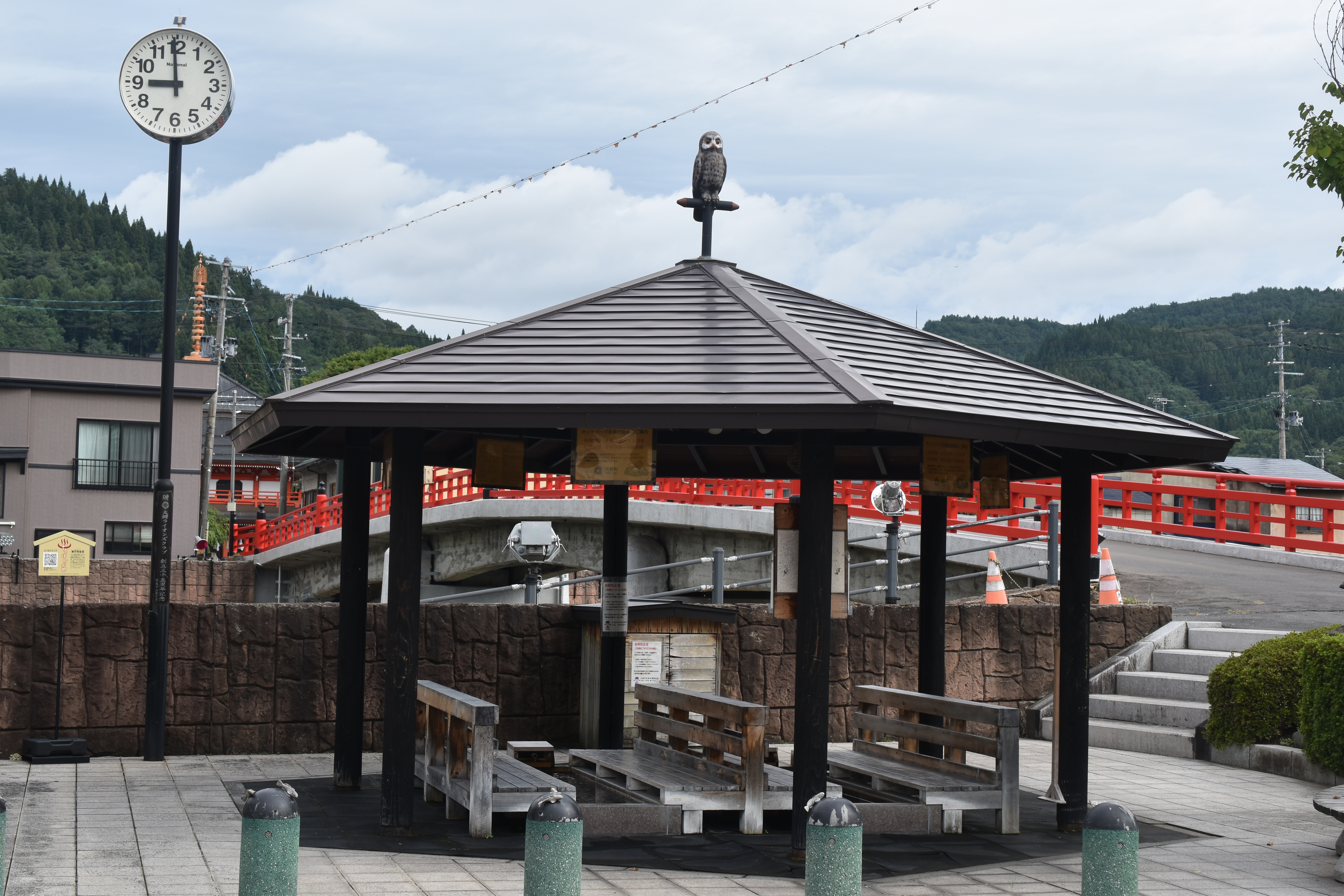
足湯「ホットパーク加賀助」

## 大鰐温泉もやし
大鰐温泉には江戸時代より伝わる「大鰐温泉もやし」という長さ30cmほどの大豆もやしが存在する。大量生産されるもやしの多くが水耕栽培であるのに対し、大鰐温泉もやしは30cm程度の穴を掘った室の中で土壌に播種し藁で遮光、保温して1週間程度栽培する。この室の地中には温泉のパイプが通っており、地中の温度は25°C程度に加温されている。水やり、収穫後の洗浄においても温泉水を用いる点も特徴的である。
栽培に使われる豆は小八豆（こはちまめ）という在来種の大豆であり、栽培農家で代々受け継がれている。
江戸時代には弘前藩への献上品とされ、ご当地七草の一種として七草がゆに入れるなどして食べられた。庶民の間ではワラビ、フキ、ゼンマイなどとともにけの汁などの具材として食べられた。
生産農家の高齢化に伴い2004年には4軒まで生産者が減少したため断絶の危機にさらされている食材である。2011年に大鰐町で後継者を募集するなど温存に努めており、2014年現在では7軒まで回復している。

## アクセス
- 鉄道 : JR奥羽本線大鰐温泉駅、弘南鉄道大鰐線大鰐駅すぐ
- 車 : 東北自動車道大鰐弘前ICより国道7号経由で約15分

スキー場への交通の便は無料送迎バスが運行されていたが（以前はシーズン中、毎日弘前駅から運行されていた）、昨今においては冬休み期間中しか運行されていないため、自家用車か大鰐温泉駅からタクシーもしくは路線バスでしか行くことができない。